# Bouvreuil brun
Pyrrhula nipalensis
Espèce
Statut de conservation UICN

 LC  : Préoccupation mineure
Le Bouvreuil brun (Pyrrhula nipalensis) est une espèce de passereaux de la famille des Fringillidae.
Son habitat naturel est les forêts de montagnes humides subtropicales ou tropicales et les forêts tempérées. Cet oiseau se nourrit principalement de noix.

## Distribution
Cet oiseau peuple l'extrême nord du Pakistan, le nord de l’Inde, la chaîne himalayenne, le sud du Tibet, le sud de la Chine, Taiwan, le nord et l'ouest du Myanmar et la Malaisie Occidentale.

## Sous-espèces
D'après la classification de référence (version 5.2, 2015) du Congrès ornithologique international, cette espèce est constituée des cinq sous-espèces suivantes (ordre phylogénique) :
- P. n. nipalensis Hodgson, 1836 ; de l'extrême nord du Pakistan (Tchitral), du nord de l’Inde (Jammu, Cachemire, Himachal Pradesh, Uttarakhand), Népal, Sikkim, Bhoutan, Arunachal Pradesh), du sud du Tibet et du sud-ouest de la Chine (Tchamdo) ;
- P. n. ricketti La Touche, 1905 ; sud-est du Tibet, nord du Myanmar, sud-ouest du Seutchouan, Yunnan, sud du Kouétchéou, Kouangsi, Kouangtong, Foukien, nord du Viêt-nam (Tonkin) : front et avant de la couronne noirâtres avec la tache blanche sous l’œil limitée à un trait fin.

Selon Robson (1998), huit individus ont été observés sur le mont Lang Bian, sud du Viêt-nam en février 1998. Aucun n’a été collecté ou même bien observé mais cette forme pourrait constituer une sous-espèce non encore décrite.
- P. n. victoriae Rippon, 1906 ; ouest de la Birmanie (mont Victoria, monts Tchin) ;
- P. n. waterstradti Hartert, 1902 ; montagnes du centre de la Malaisie Occidentale (péninsule Malaise). Large plage blanche sous l’œil couvrant toute la joue ;
- P. n. uchidai Kuroda, 1916 ; Taïwan.

## Habitat
Il se présente comme un ensemble de forêts ouvertes de feuillus sempervirents, de sapins, de chênes et de rhododendrons, de forêts mixtes, de lisières de forêts et de formations secondaires. Sur le mont Victoria, la sous-espèce P. n. victoriae est inféodée aux feuillus sempervirents couverts de mousses, de fougères épiphytes et d’orchidées pourvues d’un épais sous-bois. Dans la péninsule malaise, P. n. waterstradti fréquente surtout les conifères des genres Agathis et Dacrydium.

## Alimentation
Il recherche les bourgeons, les boutons floraux, les chatons, les graines et les baies de différents arbres et arbustes mais il marque un goût assez prononcé pour les bourgeons de chênes (Quercus).